# Thomas Kinney

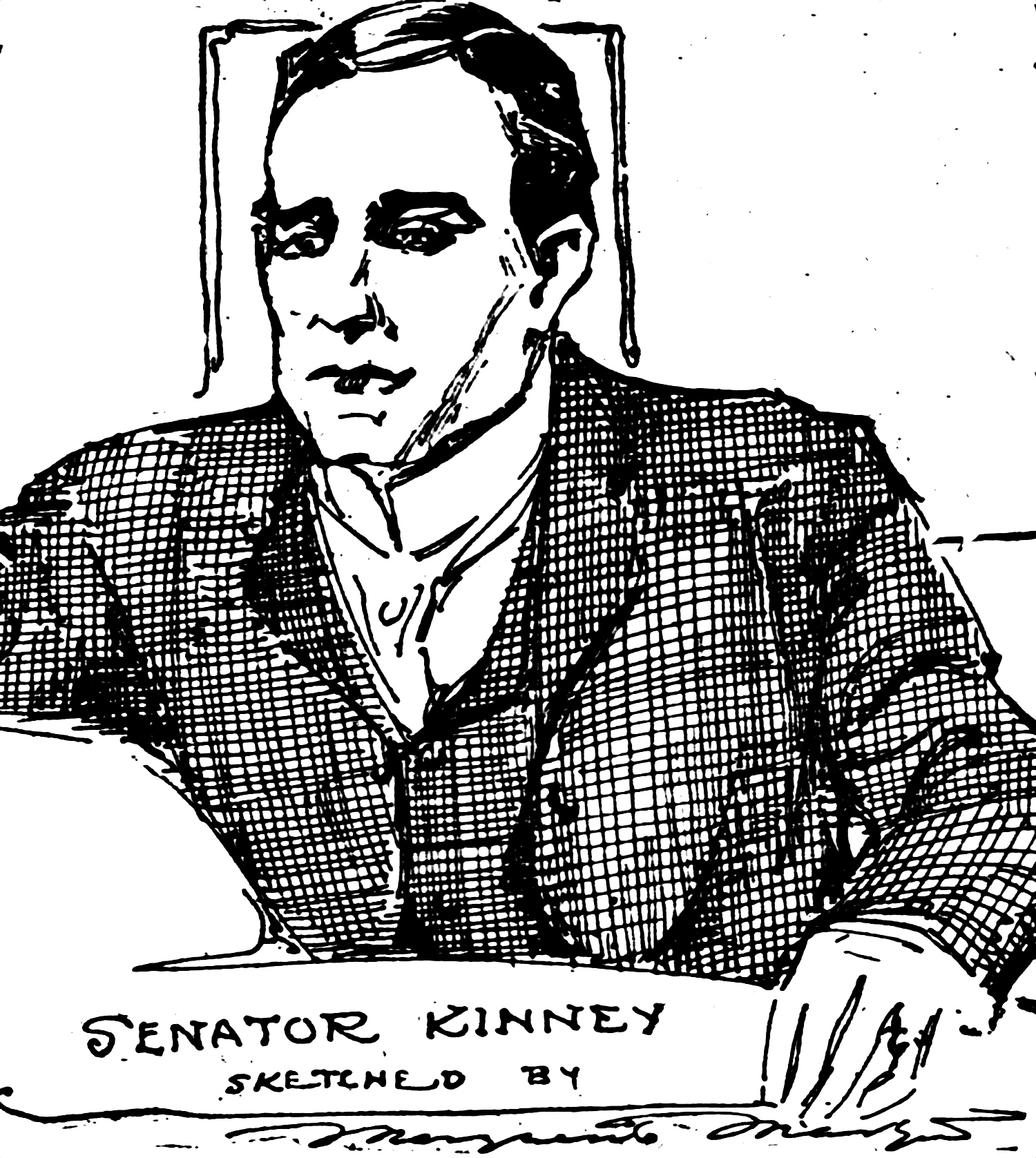
Thomas Kinney (1909)

Thomas Elwood „Snake“ Kinney (* 3. März 1868 in St. Louis, Missouri; † 15. Mai 1912 ebenda) war ein US-amerikanischer Politiker (Demokratische Partei) im Bundesstaat Missouri und zugleich neben Thomas Egan eines der Gründungsmitglieder der Egan's Rats, einer Verbrechergruppierung die zwischen 1890 und 1924 St. Louis beherrschte.

## Kindheit und Jugend
Thomas Kinney wurde am 3. März 1868 im irisch-geprägten Kerry's Patch von St. Louis geboren. Nur für kurze Zeit war Kinney auf der Schule und begann schon in seiner Jugend damit als Zeitungsjunge zu arbeiten. Diese Phase seines Lebens soll auch Ursprung seines Spitznamens gewesen sein, der ihm bis zum Ende begleiten sollte. Im Zeitungsgeschäft gab es regelmäßig physische Auseinandersetzungen mit anderen Zeitungsjungen im Kampf um die günstigsten Verkaufsplätze oder die Zeitungspakete. Kinney war einer derjenigen, der sich bereits früh am Morgen die größten Pakete schnappten, jedoch zeigte er in dieser Zeit auch schon einige Anzeichen von Großzügigkeit und Gerechtigkeit, indem er seine Gewinne des Tages am Ende immer mit seinen Opfern aufteilte. Vermutlich soll sich bei einer dieser Auseinandersetzungen ein anderer Junge bei einem Polizisten mit den Worten beschwert haben: „That little Kinney sneaked the papers.“ (zu deutsch in etwa: „Dieser kleine Kinney hat sich die Zeitungen unter den Nagel gerissen.“) Der Polizist jedoch sprach mit starkem irischen Akzent, so dass das Wort „sneaked“ wie „Snake“ (zu deutsch: Schlange) klang. Ein Spitzname, der an Kinney haften blieb. Andere Meinungen behaupten jedoch, dass Kinney diesen Spitznamen erhielt, weil er doppelzüngig und gerissen war.

## Einstieg in die Politik
Bis circa 1886 arbeitete Kinney in einer Billardhalle, wo er sich auch häufig Duelle mit Kontrahenten um Geld bot, die er zumeist auch gewann. Schon bald verstärkte er dadurch seine weitere Reputation. Nach dem Tod seiner Eltern begann Thomas Kinney in einer Fleischerei sowie darauf in einem Eisenwarenladen zu arbeiten, doch sein wahres Potential entdeckte er in der Lokalpolitik. 1890 wurde er in das Democratic City Committee gewählt, wo er schon bald sein Potential offenbarte und mit seiner extrovertierten Art und Verhaltensweise gegenüber den Massen seinen Ruf in Politikerkreisen etablierte.
Bereits seit seiner Kindheit war Kinney eng mit Thomas Egan befreundet, der im Gegensatz zu seinem Freund einen kriminellen Lebensweg einschlug und sich in einer Gruppierung etablierte, die den Namen Ashley Street Gang trug. Diese Gang (aus der später der Kern der Egan's Rats hervorgehen sollte) stand in der Folgezeit in enger Zusammenarbeit mit Kinney, vor allem bei den Wahlvorgängen in St. Louis, bei denen es üblich war, dass Politiker mit Hilfe von Schlägern sicherstellten, dass sie Stimmen erhielten. Kinney begann die Ashley Streeters in dieses politische Geschehen einzubinden. Am 14. Februar 1894 eröffnete er einen Saloon, der als erstes Hauptquartier fungierte.
Der größte Rivale für die Ashley Streeters um Kinney und Thomas Egan (welcher sich bis 1895 als Anführer der Straßenbande etabliert hatte) sollte in den 90er Jahren des 19. Jahrhunderts George „Baldy“ Higgins darstellen. Dieser Konflikt sollte sich am 20. September 1896 entladen, als eine Attacke von Higgins Anhängern auf einen Kinney Kollegen in einer Schlacht auf offener Straße resultierten. Bei der Auseinandersetzung gelang es Higgins Kinney auf den Boden zu werfen, wo er ihn mit einem Messer erstechen wollte. Kinney griff jedoch zu seinem Revolver und konnte auf Higgins schießen, welcher am 22. September seinen Verletzungen erlag. Das Kinney einer Verurteilung aufgrund von Selbstverteidigung/Notwehr entfliehen konnte, offenbarte bereits die Macht, die er hinter den Kulissen hielt. So hatte bereits kurz nach Kinneys Verhaftung der einflussreiche demokratische Politiker (er repräsentierte den First Ward im Delegiertenhaus) James Cronin die Kaution für Kinney gezahlt, die ihn wieder auf freien Fuß setzte. Cronin sowie Kinney waren Teil der politischen Maschine von Ed Butler, der im Hintergrund seine politische Macht über St. Louis ausübte.

## Aufstieg zum Senator
Zum Ende des 19. Jahrhunderts genügte jedoch Kinney der Anspruch eines kleinen Untertanen nicht mehr und er realisierte, dass Butlers Macht langsam zu schwinden begann. Kinney entschloss sich seine Macht zu zeigen. Zu Beginn des Jahres 1900 wurde das Democratic City Committee von Harry B. Hawes, dem Vorsitzenden der Polizeikommission, umstrukturiert. In dem Wirbel um die demokratische Führerschaft entschloss sich Kinney ebenfalls für das Delegiertenhaus zu kandidieren und ging eine Allianz mit Hawes ein, welche alten Weggefährten der Butler-Maschinerie nicht gefiel. Eine weitere Gruppierung, die sich mit Butler Ende des 19. Jahrhunderts verbündet hatte, war die Walnut Street Gang, welche 1900 von John „Bad Jack“ Williams und dessen Stellvertreter William "Tough Bill" Condon geführt wurde und mit der Kinney Gang eine langwierige Auseinandersetzung begann.
1901 gelang es Kinney mit großer Mehrheit Vertreter für den Fourth Ward zu werden, unterdessen hatte die Auseinandersetzung mit den Walnut Streeters sowie anderen "demokratischen Gangstern" bereits mehrere Todesopfer auf beiden Seiten gefordert. Am 22. Dezember 1901 wurde einer von Kinneys Konkurrenten, John J. Ryan, angeschossen, angeblich laut dessen eigenen Aussagen von Thomas Bruder Michael Kinney. Bereits im Jahr zuvor konnte Ryan einem Anschlag auf sein Leben entrinnen, 1902 floh er letztendlich nach New Orleans, nachdem er Anklagen wegen Betruges entgegenblickte. Thomas Kinney konnte beruhigt zuschauen, während sich seine Gegner selbst ausschalteten. Er stattdessen vergrößerte seinen Einfluss und es gelang ihm die Mitgliederzahl seiner Unterstützer und Anzahl der Clubs zu erhöhen.
Kinney begann mit den Planungen für den Posten eines Senators von Missouri 1904 zu kandidieren, ein Vorhaben was er mit dem Beginn des Jahres 1904 auch öffentlich bekannt gab. Am 19. Februar 1904 riskierte er jedoch diese Karriere, als er im betrunkenen Zustand auf einen afro-amerikanischen Sänger namens Walter Sloan schoss und diesen verletzte. Dieser Vorfall machte jedoch zugleich Kinney deutlich, dass er sich in der Öffentlichkeit verstärkt von den Aktivitäten der Gang abgrenzen müsste, wenn er in der Politik Erfolg haben wollen würde. Sein Schwager Thomas Egan (Kinney hatte bereits Ende des 19. Jahrhunderts dessen Schwester Catherine Egan geheiratet) übernahm von nun an die komplette Kontrolle über die Gruppierung der ehemaligen Ashley Streeters/Kinney Gang – die offizielle Geburtsstunde der Egan's Rats (den eigentlichen Namen erhielten sie Anfang 1907 nach dem Anschlag auf William Gagel, der sich weigerte die Namen seiner Attentäter zu nennen – im Zuge des Attentats auf Fred Mohrle wurde der Name das erste Mal 1909 auch in den Medien verwendet).
Im Herbst dieses Jahres gelang es Kinney, in den Senat von Missouri gewählt zu werden, womit die Rats nun zur einflussreichsten Gruppierung in St. Louis wurden, sei es aus krimineller oder politischer Sichtweise. Im Laufe der ersten Dekade des neuen Jahrhunderts sollte sich aber in St. Louis der ehemalige Verbündete Hawes als politischer Hauptkonkurrent erweisen. 1906 gelang es diesem auf einer demokratischen Versammlung Kinneys Ticket zu besiegen, woraufhin Kinney die Egan-Gang von der Wahl im November 1906 zurückzog, was den Republikanern genug Delegierte ermöglichte, dass sie in St. Louis an die Macht kamen.

## Politische Niederlage, Krankheit und Tod
Eine erste große politische Niederlage musste Kinney 1910 erleiden, als er bei den Stadtwahlen gegen den Republikaner Leonidas C. Dyer den Kampf um den Platz des Kongressabgeordneten für den Zwölften Bezirk verlor. Kinney versuchte zwar dieses Ergebnis anzufechten, was ihm jedoch nicht gelang, womit der Egan-Gang eine Möglichkeit in Washington, D.C. Einflussnahme zu gewinnen, verwehrt blieb. Anfang 1912 erkrankte Thomas Kinney an Tuberkulose, welche ihn immer weiter schwächte. Ein letzter Versuch den Verlauf der Krankheit zu stoppen, indem er in einer Gegend mit besserer Luft untergebracht wurde (Kirkwood, Missouri) scheiterte und am 15. Mai 1912 erlag Senator Kinney seiner Krankheit.
Er wurde in einer großen Prozession durch St. Louis geführt und auf dem Calvary Friedhof beerdigt. Nachfolger im Amt des Senators wurde Thomas Bruder Michael Kinney, der die politischen Verbindungen der Egan’s Rats somit aufrechterhielt.